# Samnitische oorlogen
Er zijn tussen 343 v.Chr. en 290 v.Chr. drie Samnitische oorlogen uitgevochten tussen de vroege Romeinse Republiek en de stammen van Samnium, die eindigden met de onderwerping van de Samnieten door de Romeinen. Beide partijen waren expansionistisch van aard en in 354 v.Chr. sloten zij voor het eerst een verdrag om hun onderlinge grens af te bakenen. Rondom hun eigen stad hadden de Romeinse troepen Latium, noordelijk Campania en het territorium rond Veii veroverd, inclusief enkele ondergeschikte steden. Alleen de Samnieten bezaten een nagenoeg gelijkwaardige macht, zodat de Romeins-Samnitische oorlogen in feite beslisten wie zich de leidende macht in Italië mocht noemen.

## Eerste Samnitische Oorlog
De Eerste Samnitische Oorlog duurde van 343 v. Chr tot 341 v. Chr en resulteerde in Romeinse controle over noordelijk Campania. Het was uitgelokt door een Romeinse alliantie met Capua en verliep in het geheel niet voorspoedig voor de Romeinen, die het klaarspeelden om hun Latijnse bondgenoten van zich te vervreemden zonder enig militair profijt. Het aantal veldslagen in deze oorlog en hun locaties zijn onduidelijk.

## Tweede Samnitische Oorlog
De Tweede Samnitische Oorlog (327-305) bestond uit twee fasen en was een langdurige strijd voor dominantie. Aanleiding was de Romeinse stichting van een kolonie in Fregellae op de oostelijke oever van de rivier de Liris in territorium dat de Samnieten blijkbaar als hun eigendom beschouwden. In het volgende jaar trokken de Romeinen ten strijde tegen de Griekse stad Neapolis, en de Samnieten kwamen hen te hulp. Deze fase van de oorlog eindigde met de Slag bij de Caudijnse Passen (Latijns: Furculae Caudinae, "Caudijnse Vorken") in 321 v.Chr., toen de Samnitische troepen erin slaagden om een Romeins leger vanuit een hinderlaag in een bergvallei aan te vallen en hun overgave afdwongen. In het resulterende vredesverdrag gaven de Romeinen hun kolonies in Fregellae en Cales op. De gevechten werden op grote schaal hervat in 316 v.Chr. Gedurende de volgende vijf jaar worden door Romeinse historici beschreven als Samnitische invasies in Latium en Campania, maar het Romeinse leger slaagde er uiteindelijk in zich te herstellen en zou vervolgens Samnium jaarlijks binnenvallen totdat een vredesakkoord werd bereikt in 305. Tijdens deze oorlog stichtte Rome meerdere kolonies in zuidelijk Campania en een, Luceria, ver weg in Apulië, klaarblijkelijk in een poging om bases aan te leggen voor verdere gevechtshandelingen tegen Samnium. Ook werd vanaf 312 de via Appia tussen Rome en Capua gebouwd.

## Tussen de oorlogen
Als censor in 312 startte Appius Claudius Caecus twee grote publieke werken die illustratief zijn voor de toegenomen omvang van de Romeinse staat. Het eerste was de constructie van een aquaduct, de aqua Appia, om water over een aanzienlijke afstand naar de stad te brengen. De bouw van dit aquaduct kan alleen maar betekenen dat Romes bevolkingsgroei ondertussen gestuit werd door de beperkte capaciteit van lokale waterbronnen. (Bovendien toont de hieropvolgende constructie van een ander aquaduct in 272 v.Chr., de Anio Vetus, door de censor Manius Curius Dentatus, aan dat de groei van de stedelijke bevolking bleef doorzetten tijdens de periode van Italiaanse expansie.) Het tweede project was een lange weg van Rome naar Capua in Campania die bekend zou worden als de Via Appia. Deze weg was bedoeld om de legers een snellere, makkelijkere mars van Rome, waar ze zich eerst verzamelden, naar de regio rond Capua te bieden. De aanleg is een duidelijk teken van de intensiteit van de gevechtshandelingen tijdens de oorlog met de Samnieten, en waarschijnlijk een indicatie dat de Romeinse leiders verwachtten dat de oorlog langdurig zou zijn. Later zouden andere censors zorgen voor de constructie van nog meer wegen voor de legers om zich snel naar regio's van intensieve campagnes te spoeden.
Vanaf 312 stuurden de Romeinen ook commandanten en legers tegen andere steden en confederaties, een bewijs van de uitgebreide hulpmiddelen van de staat. In 310 marcheerden de Romeinse legers richting de Etruskische steden Perusia, Cortona en Arretium in de Tiber vallei, en drie jaar later begonnen ze een campagne tegen een andere Etruskische stad, Volsinii. Deze oorlogen eindigden over het algemeen in een bestand, ofwel voor een jaar of soms zelfs voor een periode van vijftig jaar. In 299 echter stichtten de Romeinen een Latijnse kolonie in Narni, minder dan 80 km van de stad, stroomopwaarts aan de Tiber. Tussen 306 en 304 overwonnen de Romeinse legers de Hernici en de Aequi in de heuvels ten zuidoosten van Rome. Deze campagnes waren bijzonder hardvochtig, waarbij vele van de heuveldorpen van de Aqui werden verwoest en hun bevolking uitgemoord. Hun buren – Marsi, Paeligni, Marrucini, Frentani en Vestini – sloten tussen 304 en 302 vrede met Rome. Verondersteld mag worden dat dit op Romeinse voorwaarden gebeurde. Wederom stichtten de Romeinen meerdere nieuwe kolonies op geconfisqueerd land.

## Derde Samnitische Oorlog
De Derde Samnitische Oorlog duurde van 298 tot 290. De vijandelijkheden lijken begonnen te zijn over Romeinse activiteiten in Lucania. Tegen het einde van 297 vormden de Samnieten, Etrusken, Umbriërs en de Galliërs een coalitie, ook al waren hun acties nauwelijks gecoördineerd. In 295 versloegen de twee consuls van dat jaar een troepenmacht van Samnieten, Umbriërs en Galliërs in de grote Slag bij Sentinum, in Umbria. In 293 versloeg een andere Romeinse consul de Samnieten bij de Slag bij Aquilonia; spoedig hierna zouden de Romeinen de stad Venosa veroveren. Na deze nederlaag accepteerden de Samnieten een vredesakkoord.

## Historiografische problemen
Livius is onze primaire bron voor het gehele conflict met Samnium. Ook al beschrijft hij de oorlogen en veldslagen met enthousiasme en detail, de historiciteit van veel van zijn verslag blijft verdacht.